# Consejo Nacional de Defensa
El Consejo Nacional de Defensa fue un organismo que asumió la jefatura del Estado y del gobierno provisional en lo que quedaba de la República Española[cita requerida] tras el golpe militar protagonizado por el coronel Casado contra el Gobierno de Negrín.
Mediante este golpe, que tuvo lugar en Madrid, el 5 de marzo de 1939, se pretendió poner fin a la guerra civil mediante un acuerdo entre militares, que limitara las anunciadas represalias de los vencedores del bando sublevado encabezado por el general Franco y evitar el intento del gobierno de Negrín, apoyado por el Partido Comunista de España y un sector del Partido Socialista Obrero Español, de prolongar el conflicto hasta enlazarlo con la inmediata conflagración europea; única posibilidad, a su juicio, de pervivencia de la Segunda República Española.

## Antecedentes
El presidente del Gobierno republicano, Juan Negrín, había pasado a Francia con sus ministros el 8 de febrero ante el triunfo del bando sublevado en la Ofensiva de Cataluña, terminada el 10 de febrero. El mismo 8 de febrero, los sublevados habían tomado Menorca, mientras las autoridades locales de la República (encabezadas por el almirante Luis González de Ubieta) evacuaban pacíficamente en buques de la marina británica. Mientras tanto, la Unión Soviética había suprimido los suministros a la República el 5 de febrero.
Negrín y sus ministros volvieron a España días después, y se instalaron en la llamada "Posición Yuste" sita en pequeña localidad alicantina de  Petrel, muy cerca de la industriosa Elda, situada entre la carretera de Alicante a Ocaña y el ferrocarril a Madrid, cercana también a un importante aeródromo militar en Monóvar, visitando a continuación Valencia y Madrid. La ubicación de la "Posición Yuste" fue utilizada después del golpe de Casado como justificación del mismo al asegurar que Negrín hablaba de mantener la resistencia a ultranza mientras que en la práctica, la proximidad al aeródromo de Monóvar les permitía abandonar rápidamente territorio español. El mismo argumento se utilizó para referirse al Partido Comunista de España (PCE), principal aliado gubernamental de Negrín, que también había fijado su nuevo cuartel general, e instalado a sus máximos líderes, en una finca campestre cercana a Elda y a Monóvar, lo cual también les facilitaría una rápida huida.
La situación bélica de la República Española era muy mala tras el desmoronamiento final de Cataluña: aunque el Ejército Popular contaba en teoría con casi 500 000 soldados (el Grupo de Ejércitos de la Región Central), los generales republicanos Antonio Escobar y Manuel Matallana, reclamaron el 12 de febrero ante Negrín que dichas tropas estaban con insuficiente vestuario y comida, con escasez de armamento (apenas 95.000 fusiles de reserva disponibles para todo el ejército) y con muy poca cobertura aérea (unos 150 aviones, en total, de las FARE), incapaces de resistir una ofensiva seria de las tropas de Franco, y demandaron entablar negociaciones con los sublevados al considerar la guerra como perdida para la República.
Pese a los reclamos de los militares para un fin negociado de la guerra, Negrín y el PCE insistieron en continuar la resistencia, en lo cual serían apoyados inicialmente por el general José Miaja; en tanto el PCE consideraba que una gran guerra europea (de Gran Bretaña y Francia contra Alemania e Italia) salvaría a la República, lo cual era también un deseo de Stalin:[cita requerida] que el renovado poderío militar de nazis y fascistas se lanzara primero contra Europa Occidental y no contra la URSS.
La motivación final del golpe está en el 26 de febrero de 1939, tras difundirse la noticia de que el régimen de Franco había sido reconocido por Gran Bretaña y Francia, en tanto la República solo controlaba la región suroriental del país y el triunfo final del bando franquista parecía cuestión de tiempo. El día 28 de febrero Manuel Azaña, desde París, dimite de la presidencia de la República; Azaña también se había negado antes a acceder a las peticiones de Juan Negrín para que regresara a España. Con esta actitud, a los golpistas les pareció evidente la falta de autoridad auténtica de Negrín y la desmoralización que imperaba inclusive entre algunos de los principales dirigentes republicanos, lo que motivó que militares profesionales, republicanos de izquierda, socialistas y anarquistas (con la expresa exclusión de comunistas y de socialistas "negrinistas") conspiraran para la formación de un gobierno sustituto, con el único fin de intentar negociaciones de paz con las fuerzas de Franco. Ciertamente Diego Martínez Barrio se negó a asumir en París el mando presidencial como sucesor de Azaña, y asimismo rechazó la idea de retornar a suelo español.

## Historia

### El golpe de Casado y la creación del Consejo

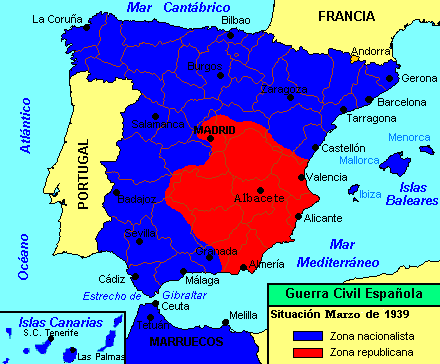
Mapa del frente de la guerra civil española en marzo de 1939.

El 2 de marzo Negrín intentó calmar los rumores de una sublevación en las filas republicanas, formulando una serie de ascensos militares (incluyendo el ascenso de José Miaja a Teniente general aunque dicho empleo fuera abolido en 1931) y una amplia modificación de mandos que no llegó a realizarse, designando militares comunistas (o afectos al PCE) para diversos puestos clave. La única designación de Negrín que pudo cumplirse fue el nombramiento del oficial comunista Francisco Galán como jefe de la guarnición de la ciudad portuaria de Cartagena, base de la escuadra naval republicana; pero Galán no pudo evitar el amotinamiento masivo de los oficiales (apoyados por marineros simpatizantes de los anarquistas) quienes el 4 de marzo tomaron posesión de todos los buques de la flota y huyeron con ellos a Argelia, alegando que querían evitar que las tropas comunistas se apoderasen de dichos navíos. Una vez en el Norte de África, dejaron la flota en manos de las autoridades francesas y fueros retenidos los oficiales y las tripulaciones.
La rebelión de Cartagena fue seguida de la sublevación militar en Madrid, la cual ocurrió el 5 de marzo dirigida por el coronel Segismundo Casado. Negrín se comunicó con los rebeldes desde la "Posición Yuste" pero no convenció a los sublevados. La presidencia del Consejo le fue ofrecida al veterano líder socialista Julián Besteiro, el personaje más popular de los miembros, que no aceptó al considerar que debería presidirla un militar debido a las circunstancias,[cita requerida] aunque aceptó una consejería de las ocho que componían el Consejo, y quedando la presidencia en manos del general Miaja.
Las tropas republicanas comunistas respondieron al golpe atacando Madrid los días 6 y 7 de marzo, enfrentándose también a los batallones anarquistas de Cipriano Mera, que se dirigieron a Madrid a apoyar al Consejo. Al igual que en la Barcelona de mayo de 1937, surgía una guerra civil interna dentro de un bando de la Guerra Civil, mientras Negrín y su gobierno se esforzaban en mantener la lealtad de algunos jefes militares afectos al PCE para continuar resistiendo.
No obstante, los asesores soviéticos que permanecían en el cuartel general del PCE preparaban por su cuenta una rápida evacuación el mismo 6 de marzo, dando por perdida a la República. Tras varios intentos de formar un núcleo de resistencia, en la mañana del 6 de marzo llegó a Petrel y Elda la noticia de que las tropas de Alicante se unían a Casado, lo cual precipitó la evacuación del Gobierno y de los jefes principales del PCE. La tarde de ese mismo día Negrín abandonó España saliendo en avión desde Monóvar con sus ministros. Pocas horas después le seguían desde el mismo punto los asesores soviéticos y toda la jefatura máxima del PCE que estaba presente allí, junto con otros muchos líderes comunistas extranjeros que les acompañaban. Ese mismo día el Consejo Nacional de Defensa seguía combatiendo a los comunistas en Madrid (quienes ya dominaban el centro de la ciudad). En Ciudad Real las tropas comunistas de Martínez Cartón se opusieron al Consejo, pero las tropas del Ejército de Extremadura del General Escobar aplastaron cualquier intentona.
Al saber de la fuga de sus líderes con los asesores soviéticos, las unidades del PCE quedaron muy confundidas e intentaron proseguir la lucha pero pronto desistieron al advertir que habían quedado abandonados a su suerte y sin recibir instrucciones de sus líderes ya evacuados. El 11 de marzo, tras días de deliberaciones, los comunistas depusieron las armas a cambio de que Casado no tomase represalias.

### Contactos con Franco
El 12 de marzo el Consejo Nacional de Defensa condenó a muerte a los líderes comunistas que habían luchado contra su autoridad en Madrid, y dictó medidas urgentes para eliminar la influencia comunista en el ejército (abolición de los comisarios políticos, supresión de la estrella roja en el uniforme militar, supresión del puño cerrado como saludo militar, etc.). De inmediato el Consejo intentó llegar a un acuerdo con el régimen de Francisco Franco para lograr un acuerdo de paz, pero las autoridades franquistas insistían desde febrero en que solo se admitiría la rendición incondicional de la República.
El 8 de febrero el gobierno de Franco había dictado en Burgos la Ley de Responsabilidades Políticas donde se condenaba de antemano (y de modo retroactivo) a prácticamente todo individuo que hubiera apoyado activamente al bando republicano desde el 18 de julio de 1936, civil o militar, sin importar su cargo, partido, o jerarquía. Al conocerse el contenido de esta Ley en la zona republicana creció el miedo a las represalias, pues la norma daba a Franco un poder absoluto y discrecional para ejercer represalias contra todos los simpatizantes del antiguo Frente Popular.
El 19 de marzo Franco aceptó recibir a los enviados republicanos y en efecto Casado envió el día 23 unos emisarios a Burgos, los coroneles Garijo y Ortega, para negociar directamente con el bando franquista; el Consejo Nacional de Defensa esperaba al menos que, si Franco no aceptaba condiciones de paz, por lo menos garantizara la ausencia de represalias. No obstante, desde que Gran Bretaña y Francia ya habían reconocido al régimen de Franco, y tras la aplastante victoria de la Ofensiva de Cataluña se reforzaban las ansias del bando sublevado para exigir una capitulación sin condiciones a la República, más aún sabiendo que ésta se reconocía vencida e incapaz de resistir más tiempo. Esto evitaba un "compromiso entre militares" de última hora (similar al Abrazo de Vergara) que legitimara después a los republicanos para formar oposición y entorpeciera la autoridad absoluta del nuevo Caudillo.
Ese mismo día 23 se realizaron las conversaciones, donde los enviados de Franco reiteraron que solo sería aceptada la rendición sin condiciones de las tropas republicanas, agregando que en un plazo de dos días la aviación de la República debería ser entregada a los franquistas, y que el 27 de marzo se decretaría un alto al fuego en todos los frentes para que las tropas franquistas avanzaran: ante ello las fuerzas republicanas solo deberían rendirse y entregar sus armas. Sobre las temidas represalias, Franco tan solo ofrecía una vaga promesa verbal de justicia a quienes no hubieran cometido crímenes, sin dar más explicaciones. Tampoco se aceptó el pedido republicano de ejecutar una "rendición por zonas" para dar tiempo a los refugiados que desearan salir de España.
Los emisarios de Casado pidieron en vano un total de veinticinco días para cumplir estas exigencias pero ello les fue negado: solo se les permitió redactar un documento que fijase un modo pacífico de proceder a la rendición, pues las tropas franquistas simplemente avanzarían en ofensiva cuando venciera el plazo fijado por Franco. Finalmente, el 25 de marzo los emisarios de Franco protestaron porque la aviación republicana no se había entregado aún, acusando a Casado de no controlar sus tropas y no estar por tanto en condiciones de negociar. Los emisarios republicanos volvieron a Madrid en la mañana del 26 para apurar la entrega de la aviación pero ya era tarde. En la madrugada del 27 de marzo Franco no esperó más y ordenó a sus tropas lanzar la ofensiva.

### Fin del Consejo
El 27 de marzo Franco ordenó a sus ejércitos avanzar en una ofensiva final. Casado ordenó a las tropas de la República que se rindieran sin resistencia, aunque en las semanas previas gran cantidad de soldados republicanos ya habían desertado masivamente, sin que sus oficiales lo impidieran. A lo largo del día 27 los rebeldes capturaron 30.000 prisioneros en la primera línea del frente, y todas las localidades que pudieron. Al saber de esta situación en retaguardia el Ejército Popular Republicano se autodesmovilizaba en todo el frente: divisiones y regimientos se disolvían de inmediato al saber de la cercanía de los franquistas, en tanto los soldados abandonaban posiciones y armas para volver a sus casas.
Simultáneamente, diversos simpatizantes republicanos (muchos que habían desempeñado puestos administrativos de todo nivel), socialistas, anarquistas, y comunistas, huían en masa hacia las ciudades de la costa mediterránea, las más alejadas del frente, con la esperanza de abandonar España en algún barco y así huir de las represalias que el bando sublevado ya había anticipado contra los vencidos, formando largas columnas de refugiados. En los muelles de Alicante, Valencia y Cartagena miles de refugiados republicanos se concentraron esperando una inmediata evacuación en buques extranjeros, pues la flota republicana había huido a Argelia.
El 28 de marzo los franquistas tomaban Madrid sin resistencia, y arrestaron a Julián Besteiro, quien había decidido compartir la suerte de los civiles madrileños y no huir al extranjero. Casado salió de Madrid hacia Valencia en la mañana del 28, dejando el Consejo Nacional de Defensa prácticamente disuelto ese mismo día. Al anochecer del 28 de marzo los franquistas tomaron también todo el frente republicano de Extremadura y de Andalucía, de nuevo sin resistencia.

### La salida de España de Casado y los miembros del Consejo
Los miembros del Consejo Nacional de Defensa, salvo Julián Besteiro, habían salido de Madrid el día 27 por orden de Franco, que no quería que estuvieran presentes cuando se produjera la entrada de las tropas sublevadas, y por eso no tuvieron ningún problema con la quinta columna franquista que aquel día ya controlaba la capital. Al día siguiente llegaron a Valencia.
Casado había contactado con el cónsul británico en Valencia la posibilidad de que su gobierno le facilitara la salida de España a él y a las personas comprometidas en el Consejo Nacional de Defensa una vez que las "negociaciones" con los representantes del general Franco para obtener una "paz honrosa" habían fracasado estrepitosamente. El cónsul contactó con su gobierno pero éste en principio se mostró reticente. Sin embargo, cuando Casado llegó a Valencia el cónsul británico Goodden le dijo que se dirigieran a Gandía donde estaba esperándoles un buque de guerra británico en el que podrían embarcar para abandonar España. Gandía era un puerto frecuentado por los británicos porque estaba regentado por una empresa de esa nacionalidad. Un día después, el 29 de marzo, el Jefe de Falange de Valencia le pidió a Casado que se dirigiera por radio a mediodía a los valencianos para que se calmaran los ánimos ante la tensión que iba en aumento en la ciudad por la presencia cada vez más visible de falangistas y quintacolumnistas que vitoreaban a Franco y daban gritos de "¡Arriba España!".
A continuación Casado y su séquito, que en ningún momento fueron molestados por los representantes franquistas en Valencia, se dirigieron a Gandía a donde llegaron a las cuatro de la tarde. El problema con que se encontraron cuando llegaron fue que el puerto de Gandía estaba lleno de refugiados que esperaban embarcar, lo que dificultaría la subida al barco británico que los esperaba. El propio Casado o el mánager del puerto Edwin Apfel convencieron a los refugiados para que se fueran a Alicante con la promesa de que allí encontrarían barcos mercantes británicos en los que podrían huir. Mientras, una compañía de infantes de marina fue desembarcada del crucero Sussex para garantizar la seguridad del embarque.
En la madrugada del jueves 30 de marzo Casado más 143 hombres, 19 mujeres y 2 niños embarcaron en el buque británico "Galatea" (sobre esas mismas horas el general Miaja, que desde hacía días estaba en Valencia, salía de España en avión con destino a Orán). En la mañana del sábado 1 de abril fueron trasladados a otro buque británico, el buque hospital Maine, que zarpó camino de Marsella a las 4 de la tarde, llegando a las 6,30 horas del 3 de abril a la ciudad francesa. De allí fueron a Gran Bretaña. La operación del embarque en Gandía estuvo vigilada en todo momento por el mercante armado franquista Mar Negro, que no intervino.
El 14 de abril de 1939, dos semanas después de finalizada la guerra civil española, se presentó ante la Cámara de los Comunes de Londres un informe de la delegación del Comité Internacional en el que se denunciaba que el desvío hacia Alicante de los refugiados que esperaban embarcar en Gandía "causó la pérdida, sin duda, de algunos miles de vidas".

## Composición
El Consejo se constituyó con los siguientes miembros (excepto la presidencia, el resto ostentaban el cargo de consejeros):
| Presidencia                     | José Miaja Menant (militar)               |
| Estado                          | Julián Besteiro Fernández (PSOE)          |
| Gobernación                     | Wenceslao Carrillo Alonso-Forjador (PSOE) |
| Defensa                         | Segismundo Casado López (militar)         |
| Hacienda y Economía             | J. González Marín (CNT)                   |
| Trabajo                         | Antonio Pérez García (UGT)                |
| Justicia                        | Miguel San Andrés Castro (IR)             |
| Instrucción Pública y Sanidad   | José del Río (UR)                         |
| Comunicaciones y Obras Públicas | Eduardo Val Bescós (CNT)                  |